# Konni (Hund)

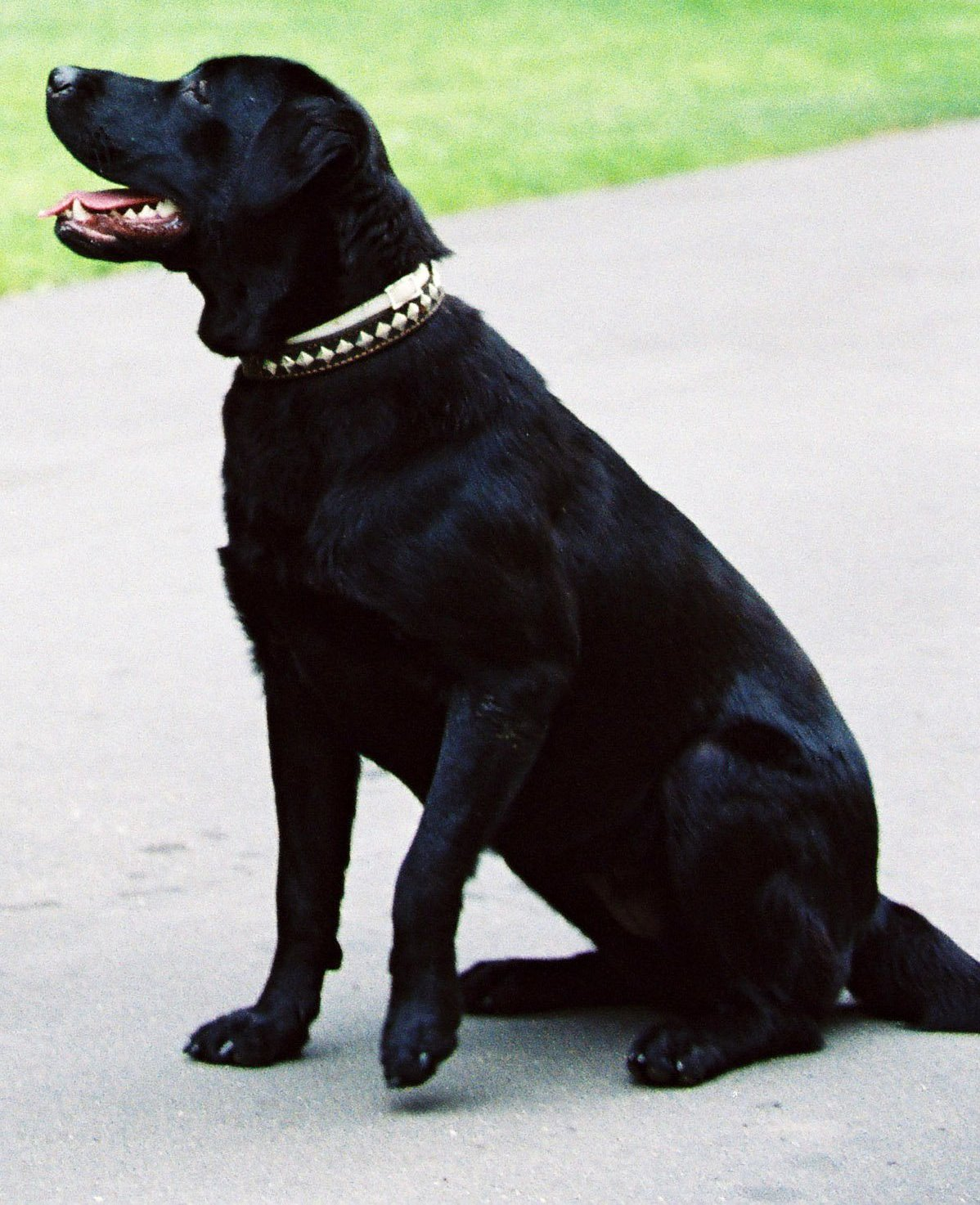
Konni (2001)

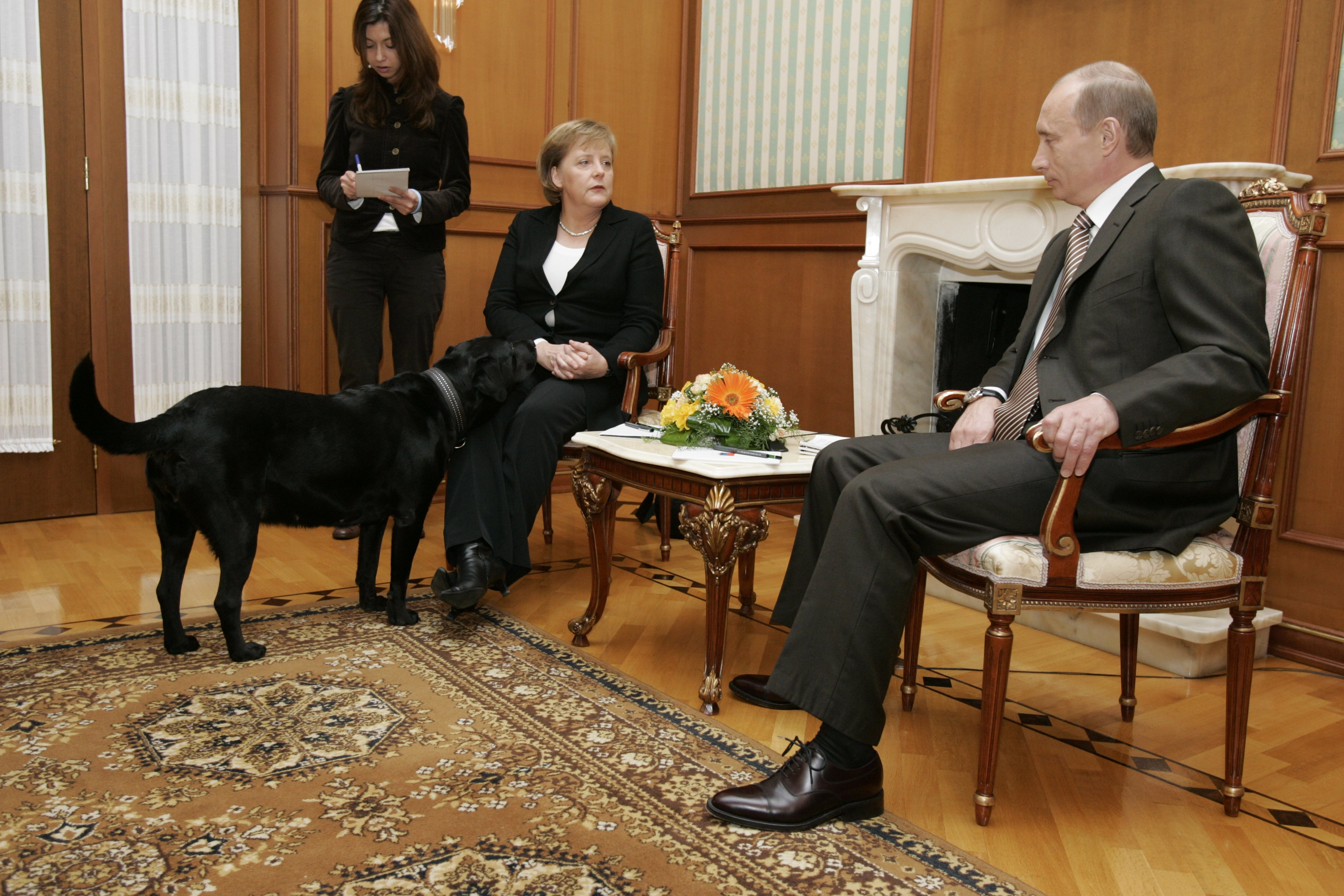
Konni beim Staatsbesuch Merkels bei Putin (2007)

Konni (russisch Конни Konni, 1999–2014) war eine schwarze Labrador-Retriever-Hündin, die Wladimir Putin gehörte. Sie war oft bei Staatsbesuchen an seiner Seite.

## Leben
Konni wurde 1999 geboren. Ihr voller Name war Konni Leod Polgreiw (russisch Конни Леод Полгрейв, wiss. Transliteration Konni Leod Polgrejv). Ein Vorfahre von Konni soll nach Angaben von Putins Biografen Leonid Breschnew gehört haben. Sie soll nach offiziellen Angaben mehrere Monate als Rettungshund im Katastrophenschutzministerium der Russischen Föderation aufgezogen worden sein und kam 2000 als Geschenk von Sergei Schoigu in den Besitz von Putin.
Der Labrador Retriever wurde Putins liebstes Haustier. Er nahm Konni gerne mit auf Staatsbesuche und zu Presseterminen. In Interviews bezeichnete er sie auch als Beraterin, die ihn, wenn er in  niedergeschlagener Stimmung sei, aufmuntere. Auch setzte er sie gern zur Einschüchterung politischer Konkurrenten ein. So verglich er 2006 bei einem Treffen mit George W. Bush seinen Hund mit dem wesentlich friedvoller wirkenden Hund Barney der Familie Bush. Er bezeichnete Konni als „größer, stärker, kräftiger und böser“ als den Scottish Terrier der Familie Bush. 2007 ließ er den Hund zwischen sich und Kanzlerin Angela Merkel Platz nehmen (Bild). Merkel war bekannt dafür, Angst vor Hunden zu haben, wovon Putin aber nichts gewusst habe.
2008 erhielt Konni eine Hundehalskette, die mit dem Navigationssystem GLONASS ausgestattet war. Es handelte sich dabei um einen Prototyp, der später im Jahr auch in den russischen Handel kam, um Haustierbesitzern das Wiederfinden entlaufener Tiere zu erleichtern.
Konni starb 2014.